# Фанни Каплан (группа)
Фанни Каплан — московское женское трио, играющие стиль смежный: индастриал, нойз-рок.

## Становление звучания группы
«Эдемов сад» — песня-визитная карточка группы и, что отрадно, звучание ее меняется от концерта к концерту, что подчеркивает то, что «Фанни Каплан» не стоят на месте
 — Феликс Сандалов на сайте Афиша Волна.
До Фанни Каплан, Карина и Люся играли в группе «Kenneth Anger» совместно со своим соотечественником Андреем Митрошиным. Она просуществовала всего полгода.
У каждой из участниц на данный момент есть сольные проекты.У Дианы — «Rosemary Loves a Blackberry», у Карины — KP Transmission, у Люси — Margenrot.

## История
Люся с Кариной родом из Армении, но свое сознательное детство провели в Омске. В 2010 году они переехали в Москву.
Через какое-то время там же они познакомились с Дианой.
В 2013 у Fanny Kaplan вышел EP под названием «Сияние ниц».
В 2014 году коллектив был номинирован на премию «дебют» музыкальной премии Степной волк.
Вслед за этим, в том же году вышел полноценный альбом «Пластилин».
27 сентября 2014 года Fanny Kaplan выступали на разогреве у канадской группы Inca Babies.
9 ноября 2014 состоялся концерт совместно с White Lung.
В 2016 Fanny Kaplan выпустили второй альбом "Self-titled".
В 2016 они выступали на разогреве  Lightning Bolt и  Jucifer.
В мае 2017 года состоялся последний концерт группы.

## Состав
- Люся — синтезатор.
- Карина — бас-гитара.
- Диана — барабаны.

## Дискография

### Студийные альбомы
| Год  | Мини-альбом |
| ---- | ----------- |
| 2014 | Пластилин   |
| 2016 | Self-titled |

### EP
| Год  | Мини-альбом |
| ---- | ----------- |
| 2013 | Сияние ниц  |

### Видеоклипы
| Год  | Название      |
| ---- | ------------- |
| 2013 | Осколки       |
| 2014 | Сон и пустота |

### Участие
- split w/ Feat Sonic Death
- Сон и пустота Feat Sonic Death
- split w/Unhappy Birthday

## Примечание
1. ↑  7 самых характерных женских рок-групп мира: от Warpaint до Pussy Riot. Дата обращения: 26 января 2015. Архивировано 28 января 2015 года.
2. ↑  Gallows Humor: Ilosthebalcony, Fanny Kaplan, Kul’tura Kureniia, and TBFW (недоступная ссылка)
3. ↑  Slavic Noir: Serdceder, Fanny Kaplan, Parc Hotel, and Stone Submarines (недоступная ссылка)
4. ↑  Горизонт «Фанни Каплан» — мрачный психоделический рок из Москвы. Дата обращения: 25 января 2015. Архивировано 28 января 2015 года.
5. ↑  «Музыку можно делать хоть на сотовом телефоне». Дата обращения: 25 января 2015. Архивировано 6 августа 2014 года.
6. ↑  Премьера на Sadwave: дебютный EP «Фанни Каплан» «Сияние ниц». Дата обращения: 25 января 2015. Архивировано 28 января 2015 года.
7. ↑  Объявлен шорт-лист премии «Степной волк». Дата обращения: 25 января 2015. Архивировано из оригинала 26 июня 2014 года.
8. ↑  В Москве объявили шорт-лист возродившейся премии Артемия Троицкого «Степной Волк». Звуки с любопытными подробностями пресс-конференции. Дата обращения: 25 января 2015. Архивировано 19 июля 2014 года.
9. ↑  Рецензия на альбом Афиша-Волна. Дата обращения: 25 января 2015. Архивировано 4 октября 2014 года.
10. ↑  Премьера на Sadwave: дебютный EP «Фанни Каплан» «Сияние ниц». Дата обращения: 26 января 2015. Архивировано 14 ноября 2014 года.